# 닉 앤더슨 (농구 선수)

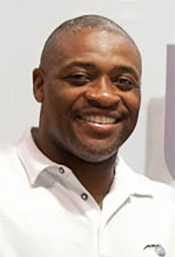

닉 앤더슨(Nick Anderson, 본명: 넬리슨 "닉" 앤더슨, Nelison "Nick" Anderson, 1968년 1월 20일 ~ )은 NBA(전미 농구 협회)의 올랜도 매직, 새크라멘토 킹스, 멤피스 그리즐리스에서 뛰었던 미국의 전직 프로 농구 선수이다.
일리노이주 시카고에서 태어난 앤더슨은 시므온 커리어 아카데미(Simeon Career Academy)에서 고등학교 농구를 했으며, 그곳에서 자신의 팀을 도시 챔피언십으로 이끌고 USA 투데이에서 전국 최고 순위에 오른 후 1986년 "일리노이 미스터 농구"로 선정되었다.
앤더슨은 일리노이 대학교에서 3년 동안 뛰게 된다. 그 후 그는 1989년 NBA 드래프트에서 올랜도 매직에 지명되었다. 그는 현재 코트 밖의 여러 기능에서 매직을 섬기고 있으며 2004년에 "일리니 남자 농구 올센추리 팀"으로 선출되었다.

## 대학 경력
앤더슨은 일리노이대학교 어바나-샴페인 캠퍼스에 3년 동안 다녔으며 1989년 NCAA 파이널 포에 진출한 팀에서 뛰었다. 파이닝 일리니 팀은 딕 비탈레에 의해 "Flyin' Illini"라는 별명을 받았다. 앤더슨의 팀원 중에는 켄달 길, 스티븐 바르도, 케니 배틀, 로웰 해밀턴, 마커스 리버티가 있다. 해밀턴을 제외한 이들 모두는 계속해서 NBA에서 뛰게 된다.